# ۱۱۸۴ (میلادی)
۱۱۸۴ (میلادی) هزار و صد و هشتاد و چهارمین سال تقویم میلادی است.

## درگذشتگان
- ژانویه - تقیه صوریه، شاعربانو و ادیب عربی شامی

‎